# 2009 로스트 메모리즈
"2009 로스트 메모리즈"(2009 Lost Memories)는 대한민국에서 2002년에 개봉한 영화이다.
장동건과 나카무라 도루가 함께 주연으로 출연했다. 일본에서는 2004년 3월 27일에 공개되었지만, 일본이 나쁘게 그려진 것 때문에 일부에서 물의를 빚기도 했다.

## 줄거리
조선이 일본의 식민지를 벗어나지 못했다는 대체 역사 상황을 전제로 '후레이센진'이라는 반정부 세력이 이노우에 재단이 꾸미는 엄청난 음모를 저지하기 위해 격돌을 벌인다는 내용의 액션물이다.
1909년 (메이지 42년) 10월 26일, 안중근이 하얼빈 역에서 이토 히로부미 암살에 실패한다. 이로 인해, 세계사는 크게 바뀌어 버린다. 원자폭탄은 베를린에 투하되고 미·일 연합국은 제2차 세계 대전에 승리하고, 일본 제국은 동아시아를 통합한다. 그리고 2009년 (헤이세이 21년), 경성(서울)은 여전히 대동아공영권을 이룩한 일본 제국의 식민지인 조선의 최대 도시이자, 제국에서 세 번째로 큰 도시로 번영하고 있다.
아버지의 뒤를 이어 경찰이 된 주인공 사카모토 마사유키(장동건)는 자신이 조선인임을 잊고 일본인 동료 사이고 쇼지로(나카무라 도루)와 각별한 우정을 쌓으며 일본 제국을 위해 헌신한다. 그러나 소수의 조선인들은 '후레이센진(不令鮮人: 일본 제국을 따르지 않는 조선인, 조선해방동맹)'이라는 지하 조직을 통해 일본에 대해 끊임없이 저항한다. 이들의 저항 뒤에는 무언가 큰 음모가 숨어 있음을 눈치 챈 일본 당국은 사카모토와 사이고를 이 사건에 투입하고, 사카모토는 꿈에서 본 듯한 조선 여인, 오혜린(서진호)과 운명적으로 만나게 된다. 온통 혼란스러운 상황 속에서 사카모토는 그 동안 알지 못했던 엄청난 역사적 진실과 만나게 된다.

## 출연
- 장동건 - 사카모토 마사유키(坂本正行) 역:

사카모토 마사유키는 1978년 (쇼와 53년) 출생, 1997년(헤이세이 9년)에 케이세이 현립 경찰대(京成県立警察隊) 입학, 2001년(헤이세이 13년)에 황국 치안대 장교 근무, 2009년(헤이세이 21년)에는 현. JBI 경성 지부 소속 특수 수사 요원이다. 31세.
- 나카무라 도루 - 사이고 쇼지로(西郷将二郎) 역:

사이고 쇼지로는 1977년 (쇼와 52년) 출생, 1997년(헤이세이 9년)에 케이세이 현립 대학(京成県立大学)수석 입학, 2001년(헤이세이 13년)에 황국 치안대 수석 근무, 2009년(헤이세이 21년)에는 현. JBI 경성 지부 소속 특수 수사 요원이다. 32세.
- 서진호 - 오혜린 역
- 신구 - 다카하시(高橋) 역
- 천호진 - 후레이센진 리더 역
- 안길강 - 이명학 역
- 조상건 - 김대성 역
- 김응수 - 미우라 역
- 염철호 - 밀실 사수 센진 역
- 미츠이시 켄 - 히데요(英世) 역
- 요시무라 미키 - 유리코(百合子) 역
- 이마무라 쇼헤이 - 사학자 역
- 우상전 - 이토 히로부미 역
- 이동국 - 일본 제국대표 축구 선수 역(특별출연)

## 연표
- 1909년 (메이지 42년) 10월 26일: 조선통감 이토 히로부미 암살미수사건, 저격수 안중근 현장에서 사살
- 1910년 (메이지 43년): 조선합병, 이토 히로부미 초대총독 위임
- 1919년 (다이쇼 8년) 3월 1일: 파고다공원 불법집회 무산
- 1921년 (다이쇼 10년): 이노우에 2대 조선 총독 위임
- 1932년 (쇼와 7년): 상해 홍구 공원, 윤봉길 현장에서 사살
- 1936년 (쇼와 11년): 미.일 연합군 2차대전 참전
- 1943년 (쇼와 18년): 일본군 만주국 점령
- 1945년 (쇼와 20년): 베를린 원폭투하, 2차 세계대전 종료
- 1960년 (쇼와 35년): 일본 제국 UN 상임이사국 가입
- 1965년 (쇼와 40년): 사쿠라 1호 위성 발사 (아마도 우주 경쟁의 일부)
- 1988년 (쇼와 63년): 나고야 올림픽 개최 (실제 타임라인에서 서울로 패한 도시와 달리)
- 2002년 (헤이세이 14년): 일본 제국 월드컵 개최 (한국과 일본 대신)
- 2009년 (헤이세이 21년): 2009 로스트 메모리즈

## 세계

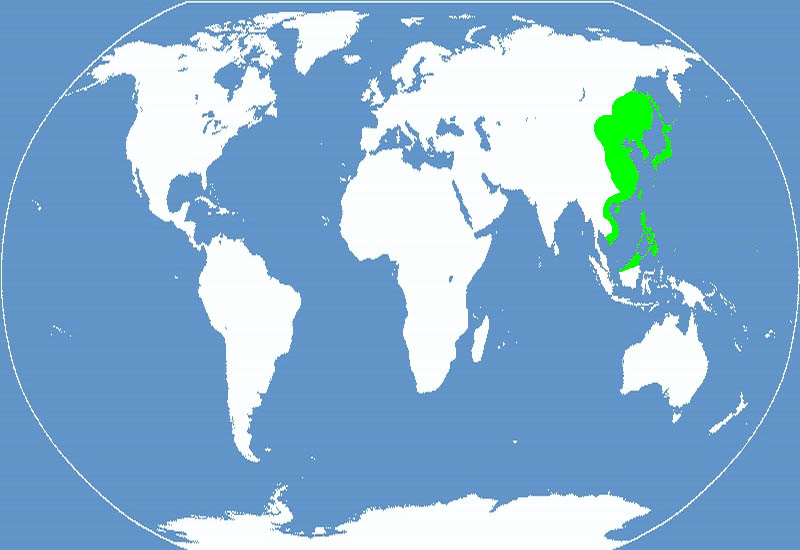
"2009 로스트 메모리즈"의 일본 제국

작품 세계는 일본 제국이 동아시아를 통합하여 조선도 그 일원으로 경제 발전을 이루고 있다는 설정이다. 일본어로 가득찬 경성 시가지와 CG로 재현된 조선 총독부 청사를 비롯해 곳곳에 다음과 같은 화면이 보이고, 일본화한 조선을 구상하고 있다.
- 대한민국 축구 국가대표팀 - 이동국이 일본 제국 대표로 월드컵에 출전 (현실의 대한민국 대표 유니폼의 국기 일본 제국의 일장기를 바꾸고 있다).
- "일본화된 서울의 모습"으로 신주쿠가 등장한다.
- 도시 중심부의 광화문역에 도요토미 히데요시의 기마상이 세워져 있다. (실제로는 이순신 동상이 있는 곳이다).
- 차량이 좌측 통행 (실제 한국과 북한에서는 우측 통행). 도로 표지판에 그려진 도시의 지명도, 사실의 강점기에 사용된 지명을 기반으로 하고 있다.
- 조선계 경비원이 경비실에서 스모 중계를 보고 있다. (그만큼 조선에 일본 문화가 침투하고 있다는 묘사 물론 실제로 이런 광경은 처음 볼 수 없다).
- 사실의 한국전쟁 기념관이 극중 첫 번째 사건에서 무대가되는 "이토 회관"이 되고 있다.
- 현재 일본 제국과 마찬가지로 흰색과 검은색으로 도장된 바 타입의 빨간 불빛을 장착한 경찰차가 등장. 측면에는 "경성부 경찰"라고 적혀 있다. (실제 한국의 경찰차는 블루 기조 램프도 청색). 구급차는 녹색 램프 조금 다르다. 덧붙여서 경찰 유니폼 디자인은 현실과 달리 전쟁의 일본 제국과 닮은 목닫의 것으로 되어 있다.
- 극중 등장하는 자동차도 당연히 대부분이 일본차 (Y31 세드릭의 "경성부 경찰" 흑백 경찰차와 사이고 사카모토가 현장에 타 붙여 한 JBI의 복면 경찰차에 실비아 · R33 스카이라인 등 돌입 부대원이 탄 자동차 등 일부 미국 차량). 번호판도 현재 일본 제국 사양이다. (예 : 경성 300에 12-34).
- 작중에서 큰 역할을 독립운동 조직이 스스로 "조선해방동맹"이라고 자칭 멤버가 사카모토에 "조선인?"이라고 묻고 있다. 현재 한국에서는 역사 또는 아칭 이외의 맥락에서 "조선"의 단어를 사용하는 것에 거부감이 있고, "대한"과 "한"에 의역 있다. (조선민족을 한민족, 조선반도를 한반도, 북조선을 북한 등) 일본 제국의 조선 지배가 계속 본작의 세계에서는 그러한 표현이 존재하지 않고, 독립 파조차도 조선이라는 단어를 서슴없이 사용하고 있다.
- 사카모토가 아버지의 친구 앞에서 담배를 피우고 있는 (유교 문화가 강한 한국에서는 본래있을 수 없는 행동).

또한 한자 표현에 조금 어려움이 있지만 ("불령선인"이 아닌 "후레이센진"이나 기밀 정보에 저촉하면 나타나는 "접근 금지" 표시 서두에서 이토 히로부미가 "경도 자리차" = 하등 좌석차에서 내려 오는 등), 한국 배우들도 작중의 공식 자리에서는 일본어를 말하고, 조선 민족이 "조선계 일본인"이라는 등 세계관 구축에 대한 노력이 많다.

## 수상 경력
- 2002년 제25회 황금촬영상 시상식 신인 감독상(이시명)
- 2002년 제39회 대종상 영화제 남우조연상(나카무라 토오루), 시각효과상(장성호), 신인감독상(이시명), 음향기술상(이규석.안상호)
- 2002년 제23회 청룡영화상 기술상(장성호)

## 외국인 최초의 대종상 수상
2002년 이 작품에서 나카무라 토오루는 한국에서 가장 명성 높은 대종상 남우조연상을 외국인 최초로 획득했다.

## 뒷이야기
복거일이 1987년에 쓴 대체역사소설 "비명을 찾아서"와 설정이 비슷하여 논란이 되었으나 제작사에서 판권을 사는 것으로 정리되었다.

## 같이 보기
- 비명을 찾아서
- 당신들의 조국 - 나치 독일이 제2차 세계 대전에 승리했다는 설정의 SF 소설.
- 높은 성의 사나이 - 추축국이 제2차 세계 대전에 승리했다는 설정의 SF 소설.
- 몽환의 전함 야마토